# Olascoaga
Olascoaga es una localidad del Cuartel VII del partido de Bragado, provincia de Buenos Aires, Argentina.

## Ubicación
Se encuentra a 18 km al sudeste de la ciudad de Bragado accediéndose por camino de tierra de la ruta provincial 70, o por camino pavimentando a través de un acceso desde la ruta nacional 5.

## Población
Cuenta con 127 habitantes (Indec, 2010), lo que representa un incremento del 27 % frente a los 100 habitantes (Indec, 2001) del censo anterior.
| Gráfica de evolución demográfica de Olascoaga entre 1991 y 2010 |
|                                                                 |
| Fuente: Censos nacionales del INDEC                             |

## Fundación
Su nombre recuerda al Coronel Manuel José Olascoaga, segundo jefe de tropas luego del General Emilio Mitre, que en 1858 se enfrentó en el paraje de “La Barrancosa” contra el cacique Calfucurá y sus aliados. Tras haber triunfado se instaló dos leguas más al sur, formando una pequeña población con aquellos lugareños que lo habían acompañado.
En la laguna La Barrancosa se estableció en 1861 una pequeña población de indígenas araucanos a órdenes de su cacique, Pedro Melinao. Aún viven en Olascaoaga los descendientes de algunos de estos pueblos originarios.

## Ferrocarril
Olascoaga posee una estación propia desde 1882, tras la prolongación del Ferrocarril Oeste de Buenos Aires desde Bragado hasta la ciudad de 9 de julio. A 2016 no presenta servicios de pasajeros.